# Louis Galesloot
Louis Galesloot (Molenbeek-Saint-Jean, 18 décembre 1821 - Schaerbeek, 23 juillet 1884) est un historien belge francophone. Il fut chef de section aux Archives générales du royaume.

## Publications
- Louis Galesloot, Recherches historiques sur la maison de chasse des ducs de Brabant et de l'ancienne cour de Bruxelles ; précédées d'un Aperçu sur l'ancien droit de chasse en Brabant, Kiessling, Schnée (Bruxelles), 1854.
- Louis Galesloot, Procès de François Anneessens, doyen du corps des métiers de Bruxelles, vol. 1, Muquardt, 1862, 438 p. (lire en ligne).
- Louis Galesloot, Procès de François Anneessens, doyen du corps des métiers de Bruxelles, vol. 2, Muquardt, 1863, 205 p..
- Louis Galesloot, Pierre-Albert et Jean de Launay, Hérauts d'Armes du Duché de Brabant, Histoire de leurs procès (1643-1687), Bruxelles, 1866 (lire en ligne).
- Louis Galesloot, Chronique des évènements les plus remarquables arrivés à Bruxelles de 1780 à 1827, 1870.
- Louis Galesloot, Inventaire des archives de la cour féodale de Brabant, Hayez, 1870.
- Louis Galesloot, Vestiges d'un oppidum nervien près de Vilvorde, 1871.
- Louis Galesloot, La Flandria illustrata de Sanderus (Notice historique sur sa publication), Brugge, 1873.
- Louis Galesloot, Essai sur l'origine, l'ancienneté et le nivellement de nos chemins ruraux et sur leur contemporanéité avec nos grands étangs. Bulletin des Commissions royales d’Art et d’Archéologie, vol. 19, 1880, p. 355-372.
- Louis Galesloot, Quelques renseignements sur la famille de P. P. Rubens et le décès de David Teniers.
- Louis Galesloot, Un procès de David Teniers et la corporation des peintres de Bruxelles.
- Louis Galesloot, Charles-Quint et les États de Brabant en 1549, tiré-à-part (lire en ligne), p. 145-158.